# Wu (rivier)
De Wu (of Wu Jiang) is een belangrijke en met een lengte van 1.150 km de langste rechterzijrivier van de Yangtze, gelegen in de provincie Guizhou van de Volksrepubliek China. De rivier stroomt bijna zijn hele loop door de dunbevolkte, bergachtige landschappen van Guizhou en zorgt daar voor afwatering van een gebied van 80.300 km². De rivier is op meerdere plaatsen afgedamd met het oog op de winning van elektriciteit middels hydro-elektrische centrales.
De Wu mondt in de Yangtze ter hoogte van het spectaculaire landschap van de Drie Kloven, meer specifiek in de middelste van de drie kloven, de Wu Kloof. Even verder stroomafwaarts in het gebied, bij de Xiling Kloof werd de Drieklovendam gebouwd. Een deel van de monding is nu onderdeel van het stuwmeer van de dam geworden.
- Virtual International Authority File: 315149550